# Peixe-borboleta-do-coral
O peixe-borboleta-do-coral (Chaetodon trifascialis), é uma espécie de peixe-borboleta nativo de recifes tropicais do Indo-Pacífico, podendo ser encontrado do Mar Vermelho até a África do Sul para o sul do Japão até a Austrália, incluindo a ilha de Lord Howe, Taiti e o arquipélago havaiano. É uma espécie coralinivora, que se alimenta de pólipos de corais, principalmente corais do gênero Acropora. Podem ser encontrados entre 2 a 30 metros de profundidade. Os juvenis são frequentemente encontrados associados a ramos de corais em águas rasas.